# Nazimaoísmo
El nazimaoísmo surgió en 1968 en la Universidad de Roma "La Sapienza" y tuvo su principal expresión partidista en el movimiento político Lotta di Popolo (Lucha de Pueblo), donde confluyeron miembros de otros movimientos como: La Caravella y Primula Goliardica.
Algunos entienden que el nazi-maoísmo terminó, en 1973, con la disolución de la Lotta di Popolo, pero otros, por el contrario, sostienen que el fenómeno continuó en grupos como Terza Position y, más recientemente, en Forza Nuova, que, a pesar de un acentuado anticomunismo y la defensa de posiciones nacionalistas propias de la ultraderecha, tiene un fuerte foco en los problemas sociales, así como un fuerte antiamericanismo y antisionismo.
Cabe señalar que esta expresión fue la que utilizó la prensa para describir el fenómeno político de la época. Ya que, en ningún momento los autores políticos calificados por esta expresión la usó para describirse a sí mismos.

## Otros países
En Francia, se creó una organización hermana de la italiana Lotta di Popolo, denominada: Lutte du Peple. Ambas corrientes se crearon a partir de restos de Giovane Europe y Jeune-Europe, que eran organizaciones hermanas estructuradas en torno a ideas propagadas, principalmente, por Jean Thiriart. Después de eso, se crearon organizaciones hermanas en España y Alemania, donde se creó la Organización Nacional-Révolutionare Aufbau.
A finales de 1971, también en Francia, la Organisation Lutte du Peuple (l'OLP) fue fundada por algunos nacionalistas de izquierda disidentes de la Ordre Noveua y socialistas europeos de la Pour Une Jeune-Europe (una organización distinta de la Jeune-Europe encabezada por Jean Thiriart), dirigida por Yves Batille.
Estas organizaciones eran una mezcla de las tesis de Jean Thiriart con un maoísmo adaptado al escenario europeo, pero había una diferencia fundamental, pues mientras para Thiriart el maoísmo era un elemento secundario, para las organizaciones nazi-maoístas era un elemento fundamental.